# East Canton

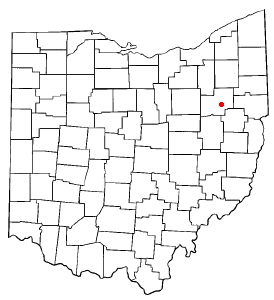
East Canton na planie stanu Ohio

East Canton – wieś w USA, w stanie Ohio, w hrabstwie Stark. Wieś została założona w roku 1700. Aktualnie (2014) burmistrzem jest Kathleen Almasy.
Liczba mieszkańców w 2010 roku wynosiła 1 629, a w roku 2012 wynosiła 1 589.